# Jan Kunstman
Jan Paweł Kunstman (ur. 28 czerwca 1878, zm. 14 listopada 1947 w Jarosławiu) – polski nauczyciel i inżynier włókiennictwa, dyrektor Państwowej Szkoły Techniczno-Przemysłowej w Łodzi (1931–1939).

## Życiorys
Ukończył studia na Politechnice Lwowskiej. Po I wojnie światowej został dyrektorem Krajowej Szkoły Włókienniczej w Rakszawie koło Łańcuta, pracował także jako dyrektor Fabryki Sukna w Rakszawie. Po likwidacji szkoły, w 1931 został przeniesiony do Łodzi na stanowisko dyrektora Państwowej Szkoły Techniczno-Przemysłowej. W 1939 przeszedł w stan spoczynku.
Podczas II wojny światowej przebywał w powiecie łańcuckim. Nie poddał się presji okupantów, namawiających go do podjęcia pracy w niemieckim przemyśle włókienniczym. Od 1940 mieszkał w Budach Łańcuckich, gdzie prowadził tajne komplety gimnazjalne w Jarosławiu.
Został pochowany na Starym Cmentarzu komunalnym w Jarosławiu.

## Odznaczenia
- Złoty Krzyż Zasługi (2-krotnie)[2]